# وليم تستر
وليم تستر (بالإنجليزية: William Tester)‏ (26 أبريل 1960، تشارلستون في الولايات المتحدة)؛ روائي أمريكي.